# Qureate
株式会社qureate（キュリエイト）は、日本の東京都台東区に本社を置くコンピュータゲームメーカー。

## 概要
D3パブリッシャーでゲームプロデューサーを務めていた臼田裕次郎を代表者として、2018年夏にインディーゲームブランドとして創業。2019年1月にSteamで発売した『NekoMiko -ねこみこ-』でデビュー。同年末には『NekoMiko』の移植版でNintendo Switchに参入、翌2020年1月にはSwitchオリジナルタイトル『プリズンプリンセス』（後にSteam版も発売）をリリースした。これ以降はSwitchとWindowsをメインプラットフォームとしてダウンロード形式の美少女ゲームを制作・販売している。Windows向けソフトはSteamやDLsite、FANZA等を通じて販売されている。ゲームの開発はiMel、オルジェスタと共同で行われている。
2021年に株式会社アートアンフの完全子会社として法人化した。

## タイトル一覧
PC用で「●」のあるタイトルはR18版（Steam版はパッチ適用）あり。
| タイトル                            | タイトル                            | 発売日（PC）    | 発売日（Switch） |
| ----------------------------------- | ----------------------------------- | --------------- | ---------------- |
| NekoMiko -ねこみこ-                 | NekoMiko -ねこみこ-                 | 2019年1月25日●  | 2019年12月5日    |
| NinNinDays                          | NinNinDays                          | 2019年8月9日●   | 2020年3月12日    |
| プリズンプリンセス                  | プリズンプリンセス                  | 2020年4月3日    | 2020年1月30日    |
| TroubleDays -とらぶるでいず-        | TroubleDays -とらぶるでいず-        | 2020年2月14日●  | 2020年7月9日     |
| くっころでいず                      | くっころでいず                      | 2020年4月27日●  | 2020年8月6日     |
| 異世界酒場のセクステット            | Vol.1 〜New World Days〜            | 2020年12月15日● | 2020年11月5日    |
| 異世界酒場のセクステット            | Vol.2 〜Adventurer's Days〜         | 2021年2月19日●  | 2021年1月14日    |
| 異世界酒場のセクステット            | Vol.3 〜Postlude Days〜             | 2021年5月14日●  | 2021年3月18日    |
| 廃深                                | 廃深                                | 2021年6月11日   | 2021年4月15日    |
| 愛怒流でいず                        | 愛怒流でいず                        | 2021年8月6日●   | 2021年6月17日    |
| NinNinDays2                         | NinNinDays2                         | 2022年1月21日●  | 2021年11月18日   |
| デュエルプリンセス                  | デュエルプリンセス                  | 2022年2月4日    | 2022年1月13日    |
| ノゾムキミノミライ                  | ノゾムキミノミライ                  | 2022年7月15日   | 2022年5月19日    |
| ビートリフレ                        | ビートリフレ                        | 2022年8月1日    | 発売日未定       |
| 俺の有休恋物語                      | 俺の有休恋物語                      | 2023年5月18日   | 2023年5月18日    |
| センチメンタルデスループ            | センチメンタルデスループ            | 2023年7月28日   | 2023年7月6日     |
| 廃深2                               | 廃深2                               | 2023年10月6日   | 2023年9月21日    |
| メイド・オブ・ザ・デッド            | メイド・オブ・ザ・デッド            | 2024年3月1日    | 2024年2月15日    |
| バニーガーデン                      | バニーガーデン                      | 2024年4月19日   | 2024年4月18日    |
| プリズンプリンセス ハメられし姫たち | プリズンプリンセス ハメられし姫たち | 2024年11月12日  | 2024年11月12日   |
| まじかる☆クリッと依久乃ちゃん       | まじかる☆クリッと依久乃ちゃん       | 2025年5月22日   | 2025年5月22日    |
| ファンタジスタ明日翔                | ファンタジスタ明日翔                | 2025年発売予定  | 2025年発売予定   |
| 東京ワルキューレ                    | 東京ワルキューレ                    | 2025年発売予定  | 2025年発売予定   |
| へべれけ ばにーがーでん             | へべれけ ばにーがーでん             | 2025年発売予定  | 2025年発売予定   |
| スプラッシュガールズ（仮）          | スプラッシュガールズ（仮）          | 2026年発売予定  | 2026年発売予定   |
| バニーガーデン完全新作（仮）        | バニーガーデン完全新作（仮）        | 2026年発売予定  | 2026年発売予定   |
| Oh! 女神様でいず                    | Oh! 女神様でいず                    | （予定）        | （予定）         |